# Sorvilán
Sorvilán ist eine Gemeinde in der Provinz Granada im Südosten Spaniens mit 511 Einwohnern (Stand: 2024). Die Gemeinde liegt in der Comarca Costa Granadina. 

## Geografie
Die Gemeinde grenzt an die Gemeinden Albondón, Albuñol, Polopos und Torvizcón. 

## Geschichte
Die Region Costa Tropical, in der sich die heutige Gemeinde befindet, spielte eine herausragenden Rolle im Handel während der Zeit der Ausbreitung der ersten Zivilisationen des Mittelmeerraum. Sie erlebte eine weitere Blüte in der Zeit von Al-Andalus. Nach der Vertreibung der Morisken verödete die Gegend. Heute lebt sie von Tourismus und Landwirtschaft.